# سرگی ایوانوف (سیاستمدار استونیایی)
سرگی ایوانوف (استونیایی: Sergei Ivanov؛ زادهٔ ۵ ژانویهٔ ۱۹۵۸) سیاستمدار و نماینده سابق مجلس اهل استونی است.